# Carnaval de Martinique
Le carnaval de Martinique se déroule du samedi au mercredi de la semaine des jours gras précédant le carême ; notamment le dimanche gras (présentation des reines du carnaval), le lundi gras (défilé des mariages burlesques costumés en travestis), le mardi gras (défilé des diables rouges costumés en rouge) et le mercredi des cendres (défilés en noir et blanc, mort de Vaval).

## Histoire
Le carnaval de la Martinique est né de la rencontre des cultures européennes et africaines durant la colonisation. Il a connu son heure de gloire à Saint-Pierre, à la fin du XIXe siècle. La tradition du carnaval se perpétue à Fort-de-France depuis la destruction de Saint-Pierre en 1902 (éruption de la montagne Pelée). C'est une fête très apprécié par les touristes du monde entier mais aussi des martiniquais. A la fin du XIXe siècle, Eugène Simoneau écrit que « c’est, dans la rue, un entrain, un délire, une houle continuelle de gaieté, qui vous fait éprouver comme une sensation de tempête ou d’orage » et que « tout ce qu’on pourra en dire, n’en laissera jamais qu’une terne impression. Pour en saisir toute l’étonnante frénésie, il faut le voir. Le spectacle de ces transports de pleine joie vous étreint et vous séduit : cela est féerique ».

## Déroulement

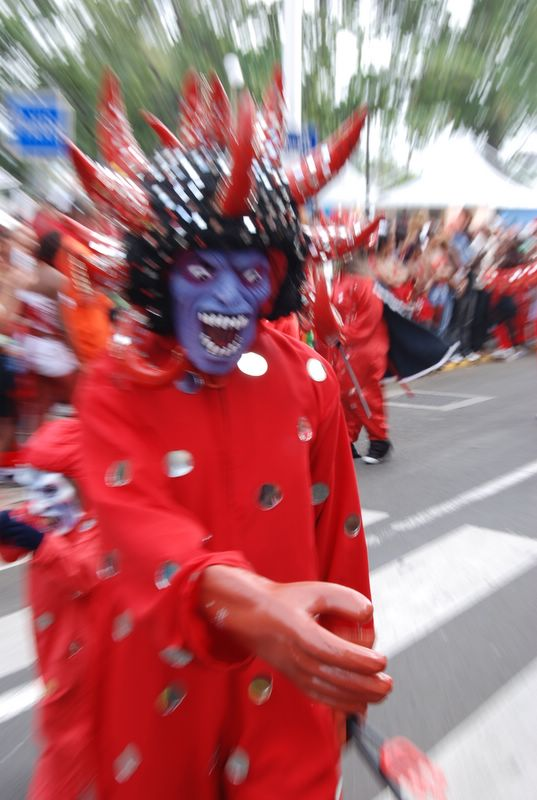
Diable rouge

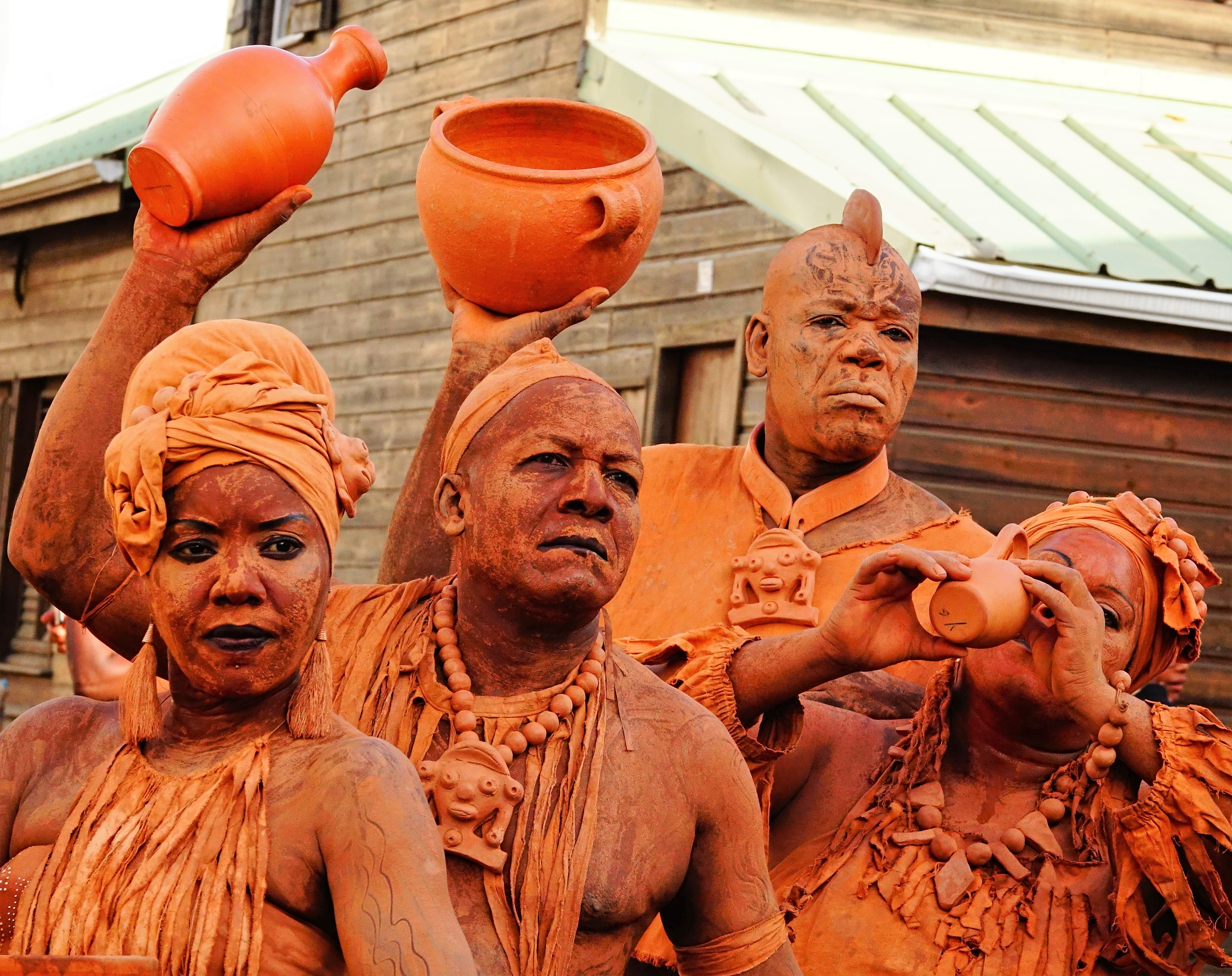
Femmes et hommes d’argile

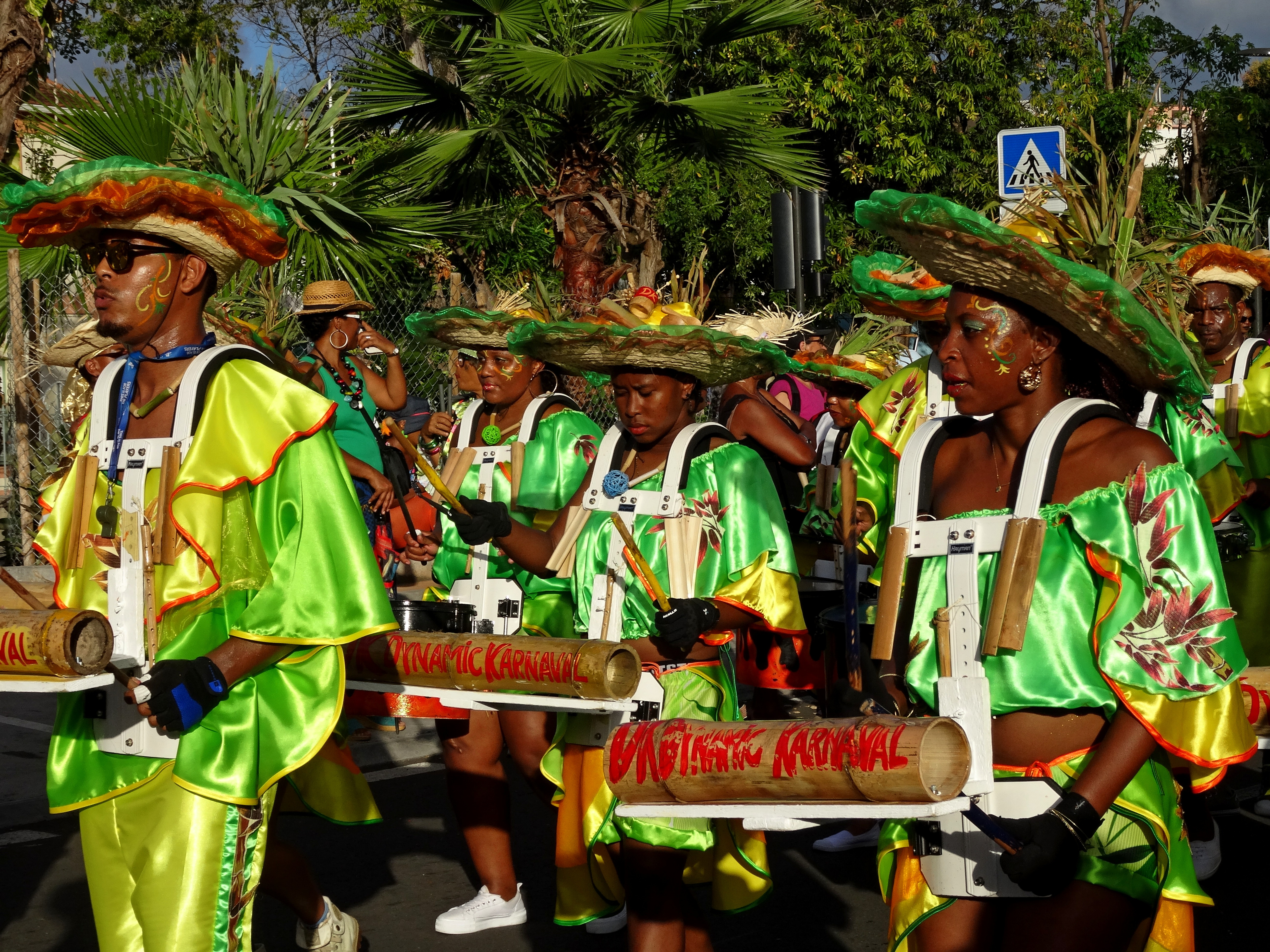
Groupe à pied

Les manifestations commencent un peu plus tard que dans les deux autres départements français d'Amérique (DFA), généralement après l'Épiphanie, soit mi-février. Chaque week-end, dès le début de la saison du carnaval, des parades d'orchestres de rues et de groupes à pied déguisés animent Fort-de-France et les communes de l'île mais avec beaucoup moins d'ampleur que pendant les jours gras. Des élections de reines sont organisées dans les communes, il y a aussi parfois des spectacles carnavalesques et des expositions. Les concours de chansons de carnaval sont assez confidentiels par rapport à ce qui se passait il y a quelques décennies.
Comme partout, le carnaval de Martinique s'appuie sur une musique et une gestuelle spécifique. Une bonne chanson de carnaval s'appuie sur l'actualité tout en utilisant la dérision. La participation des orchestres de rue est relativement récente avec une première expérience qui remonte à 1975, contrairement aux autres composantes de la fête qui sont identifiées depuis le carnaval de Saint-Pierre d'avant l'éruption.
Fort-de-France avec ses 98 000 habitants et une organisation prise en compte par la municipalité (Mission carnaval depuis quelques années) concentre naturellement chaque année le public et les carnavaliers, mais le carnaval de Martinique se déroule en fait sur toute l'île avec des moyens divers, et certaines communes de moindre importance ont un très beau carnaval. Les enfants de tous âges ne sont pas en reste avec leur propre programmation.
Toutes les catégories d'acteurs du carnaval sont mises en valeur chaque année depuis 1997 par les 12 « trophées du carnaval de la Martinique » (et 24 distinctions) qui sont le résultat du vote du public par internet et par bulletin, un 13e trophée étant réservé au jury. D'autres récompenses existent avec les « Vaval d'or » de la Ville de Fort-de-France depuis 2004.
Les lycéens organisent leur propre élection du Roi et de la Reine des lycées, souvent dans les boîtes de nuit. Elle s'apparente à une élection de miss.
Le carnaval martiniquais se déroule sur les jours gras :
DIMANCHE GRAS: présentation de Vaval, thème libre.
LUNDI GRAS : costumes rappelant le mariage burlesque (travestissement). C'est le jour de la parade du Sud
MARDI GRAS : costumes de couleur rouge puisque les diables rouge sont de sortie, c'est le paroxysme de ces jours gras.
MERCREDI DES CENDRES: costumes aux couleurs noir et blanc, celles du deuil, Vaval est brulé en fin de journée.

### Caractéristiques du carnaval martiniquais

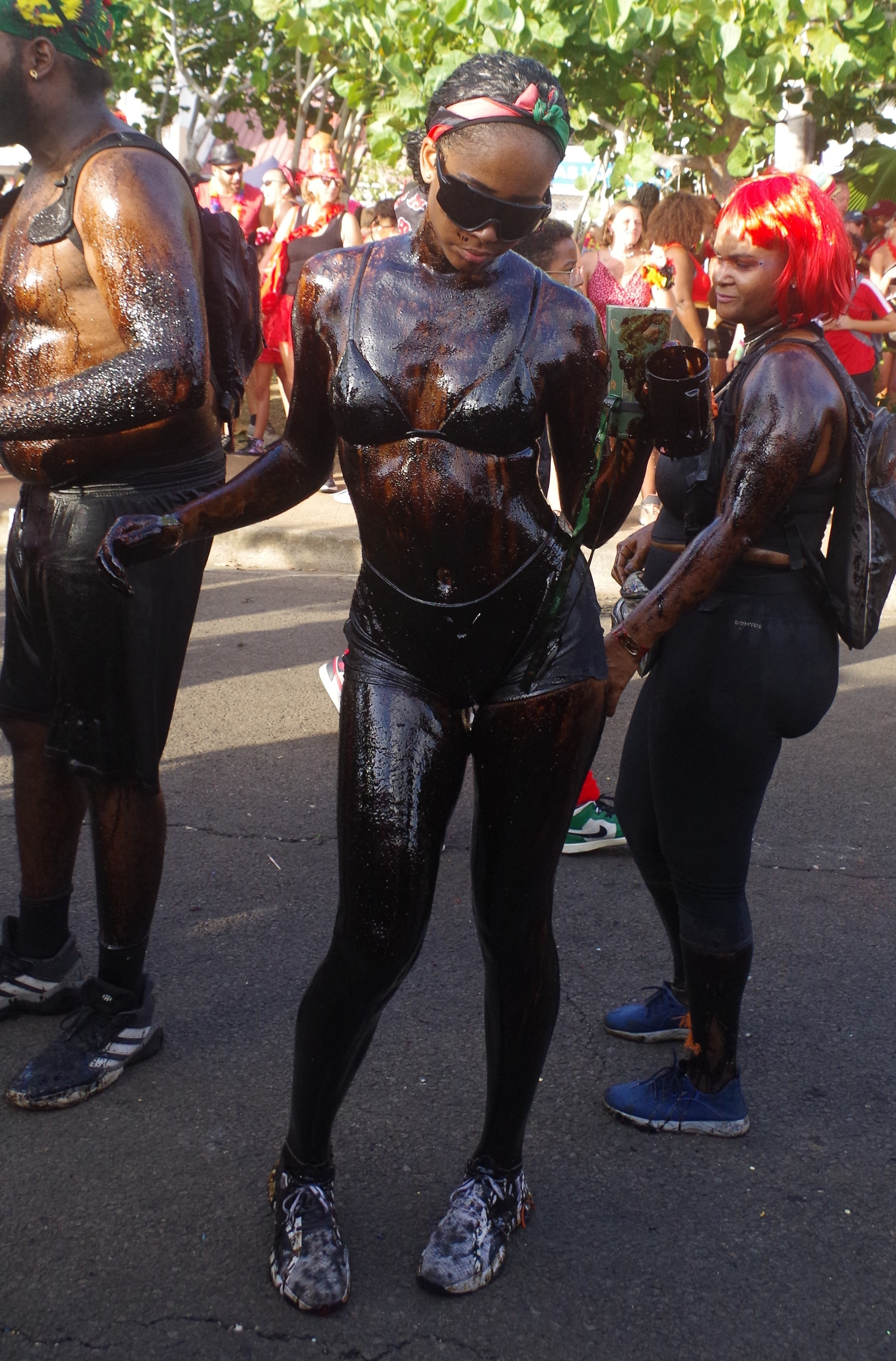
Neg gwo siwo lors du carnaval de Martinique

C’est un carnaval participatif qui implique la population (locale ou non). Chacun amène sa participation comme bon lui semble : créativité et couleurs sont de mise.
Les "vidés" : le vidé consiste à suivre un groupe à pied. Par moments la foule participant au vidé s'arrête, puis laisse une bonne distance et spontanément et frénétiquement la foule remonte en courant .vers le groupe.
Les "vidés pyjama" qui se déroulent notamment le lundi matin à l’aube au saut du lit.
Les "bradjaks" : ce sont de vieilles voitures chargées de carnavaliers, décorées d'un thème d'actualité. Elles avancent groupées et font énormément de bruit.
Les "hommes d'argile" grimés avec de l’argile et prenant des postures de statues d’argile.
Les "neg gwo siwo" enduits de mélasse et charbon qui rappellent les anciens esclaves.
"Vaval" : grande statue de plusieurs mètres représentant un thème d’actualité, paradant avec les festivaliers et destinée à être brûlée le mercredi après son « Avis de Zob Sec » (oraison funèbre reprenant des thèmes polémiques d’actualité notamment locales).

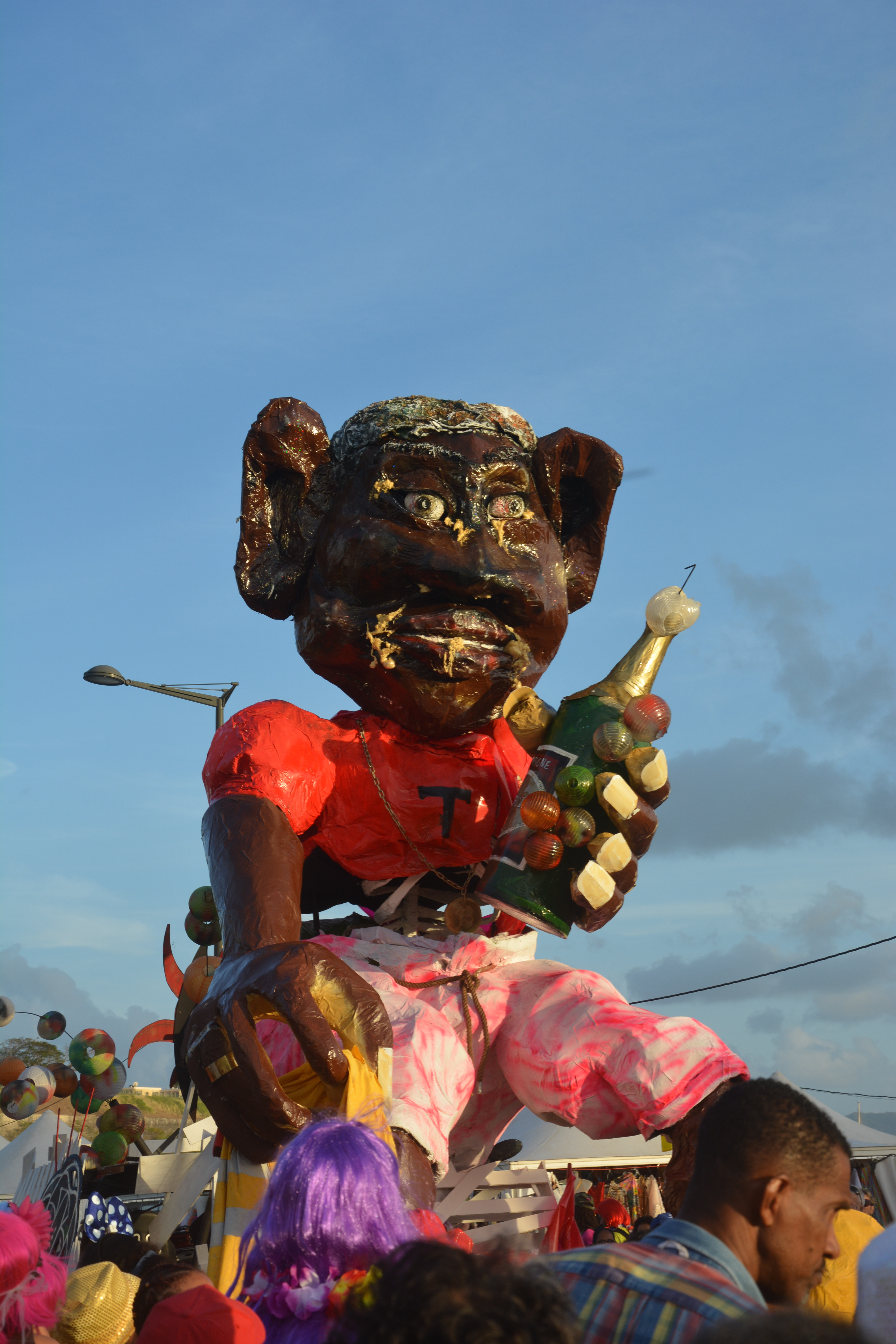
Vaval 2019, entre champagne et gilet jaune
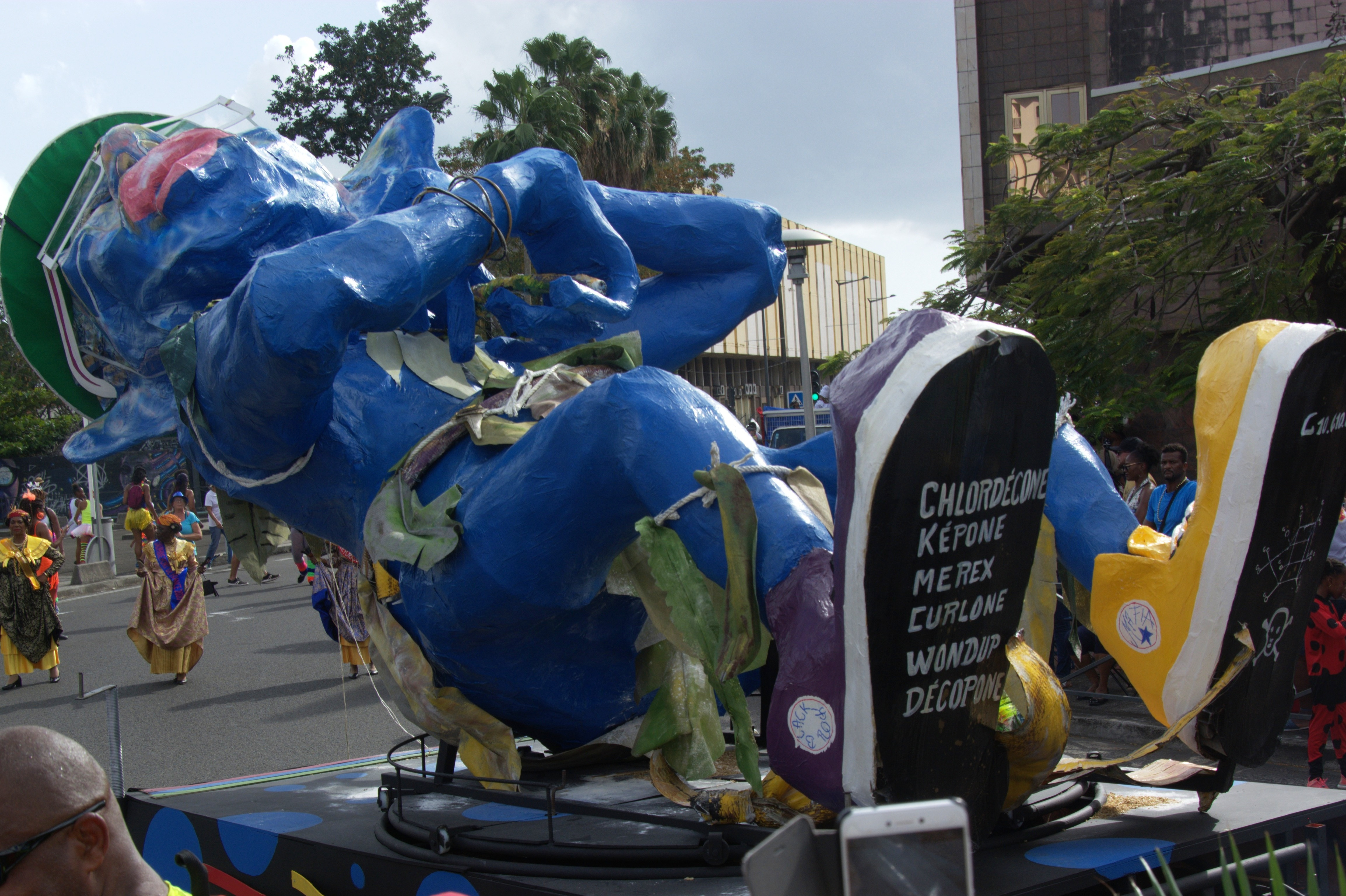
Vaval 2020, incarne le scandale du chlordécone aux Antilles françaises

Les jours gras et même les jours précédents s'accompagnent de parades dans les différentes communes de l’île (parade du nord, parade du sud,…) et soirées déguisées avec thèmes particuliers.

### Samedi gras
C'est le jour de la sortie des Reines.

### Dimanche gras
C'est le jour de la présentation de Vaval, bwabwa géant. Depuis quelques années, on hésite à caricaturer une personne bien définie, préférant la dénonciation d'une cause ou la mise en avant d'un événement ayant marqué l'année. Le Vaval 2010 représentait un profiteur, comme indiqué sur son chapeau, gardant des billets de 200 euros et se moquant des Martiniquais qui achètent des produits « BCBA » (en référence à la grève générale de février 2009 où le carnaval avait notamment été annulé). En 2011, Vaval était une pieuvre aux huit bras tentaculaires qui symbolisait la crise. 2012 voit revenir l'apparence humaine traditionnelle à travers l'image de deux hommes, dont l'un voilé, avec une bague au doigt : référence au « mariage pour tous », discuté cette semaine-là à l'Assemblée nationale (et voté en première lecture le mardi gras). En 2014, Vaval était un moustique, référence à l'épidémie de chikungunya sévissant cette année.

### Lundi gras
Avant le lever du soleil, des groupes à pied (souvent des voisins ou des amis) sillonnent les quartiers et réveillent la population, incitant les gens à les suivre en faisant des vidés en pyjama. 
L'après-midi, les plus gros carnavals se font dans le Sud (la parade du Sud) et à Fort-de-France, où la tradition des mariages burlesques n'est plus vraiment respectée, du fait de la concurrence de la Parade du Sud. Il y a dans les rues des parodies de mariages avec des hommes déguisés en femmes et des femmes déguisées en hommes.

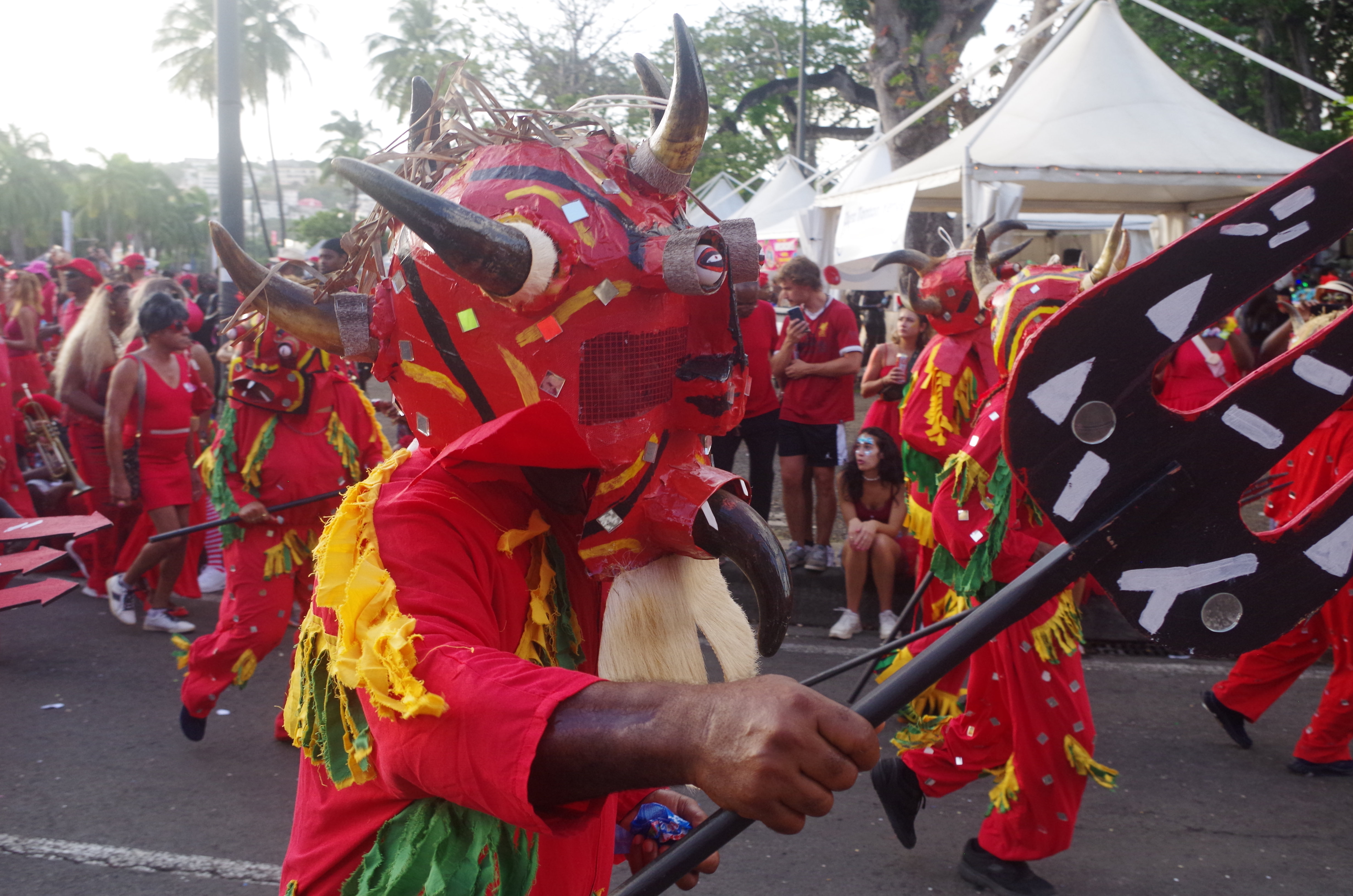
Diable rouge lors du Mardi Gras

### Mardi gras (jour chômé)
Le mardi gras est l'un des jours où la ferveur populaire est la plus grande. Les carnavaliers sont traditionnellement en rouge. Les diables rouges ornés de cornes de bovins sur la tête et de bouts de miroirs cassés sur le corps sortent dans les rues. Les Papa diable sont les diables qui effrayent le plus les enfants.

### Le mystico-religieux autour du carnaval
Le carnaval n'est pas sans servir de support à beaucoup de légendes et de rites mystico-religieux au sein de la population locale dont une partie est composée de descendants d'esclaves africains. Les jours gras, appelés les jours rouges, seraient des moments très favorables pour se venger d'ennemis et répandre des sortilèges en utilisant plusieurs composants dont le vin rouge et divers fétiches. Le mercredi des cendres permettraient d'observer les résultats. Il est admis que les rites magico-religieux cessent durant la période dite de carême car les esprits évoqués rentreraient eux aussi en pèlerinage et cesseraient de côtoyer le monde des vivants. Les praticiens des cultes vaudous ne participent à aucune activité carnavalesque, car à l'époque de l'esclavage les maîtres utilisaient le carnaval pour se moquer des esprits et des pratiques africaines.

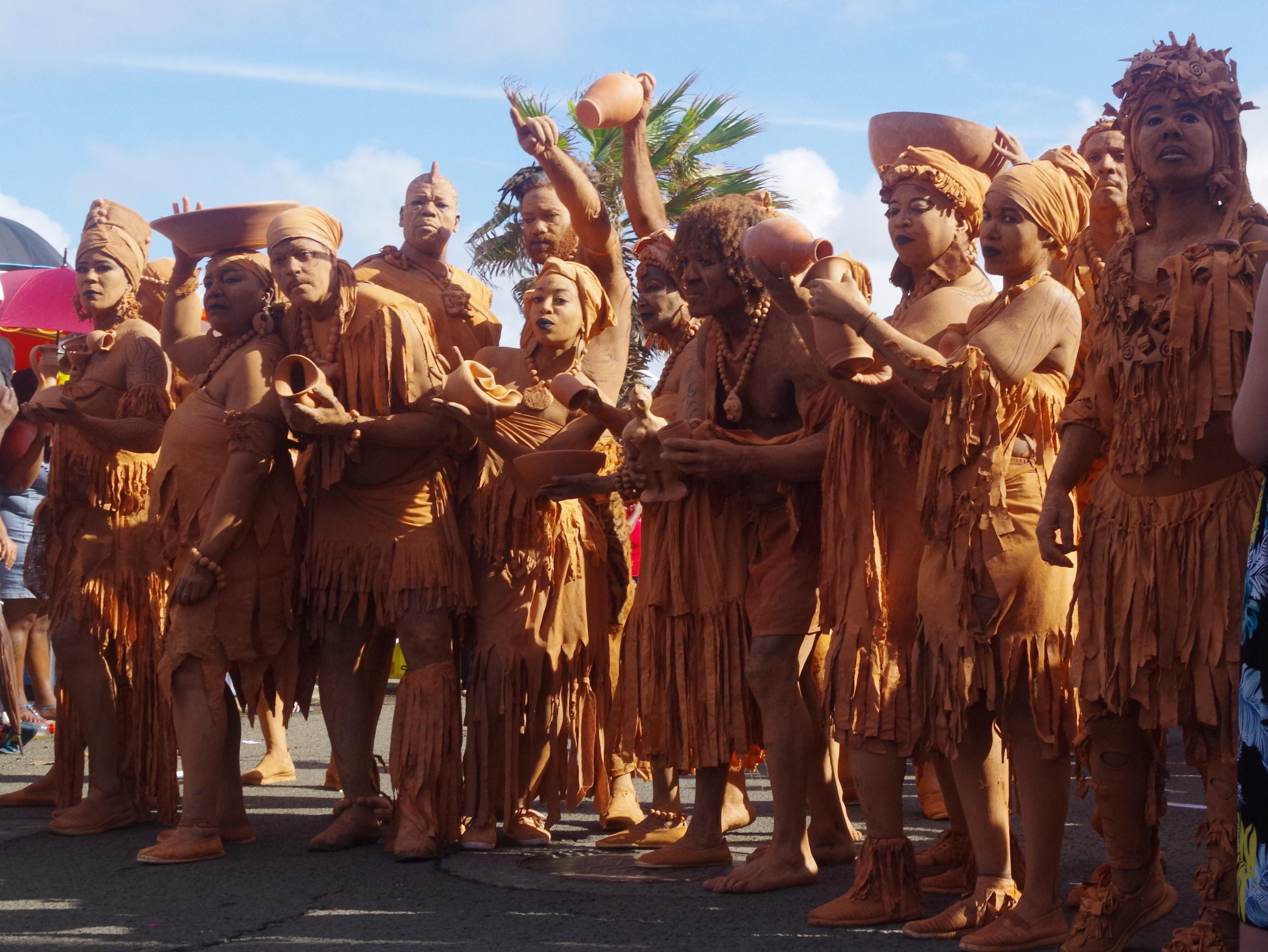
Hommes d'argile
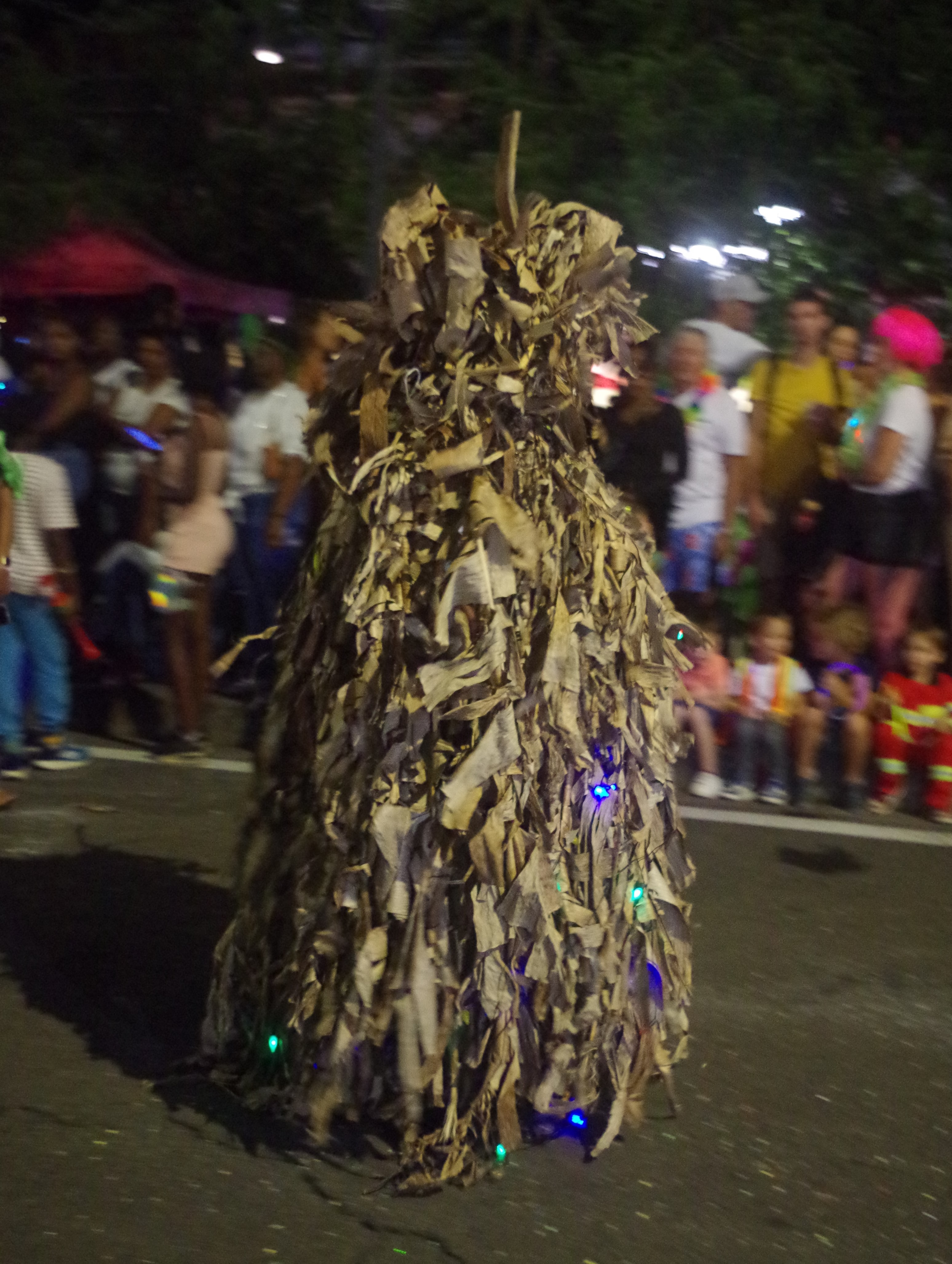
Maryan lapo fig lors de la parade nocturne "La Bèt a Fé"
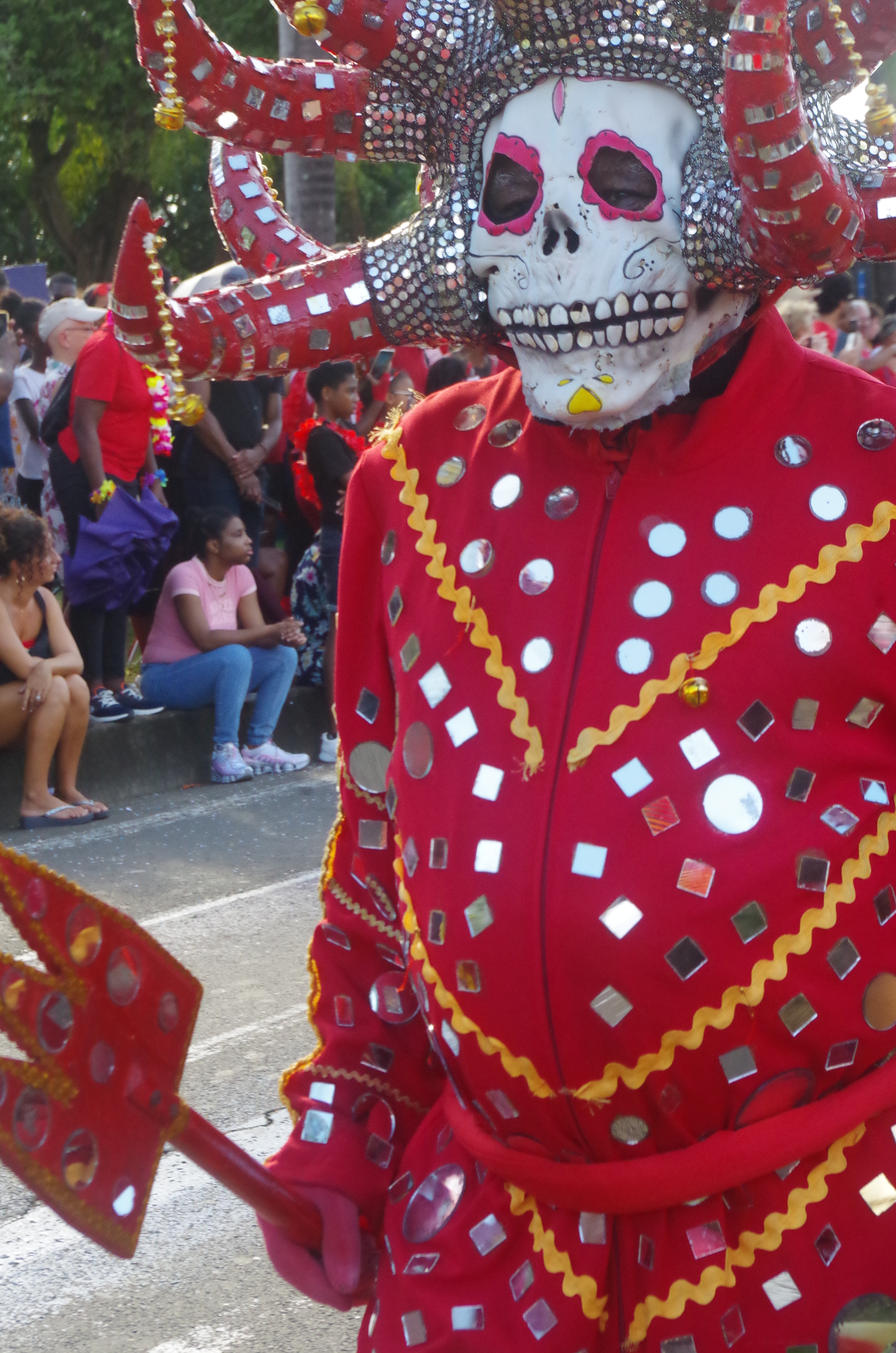
Diable rouge
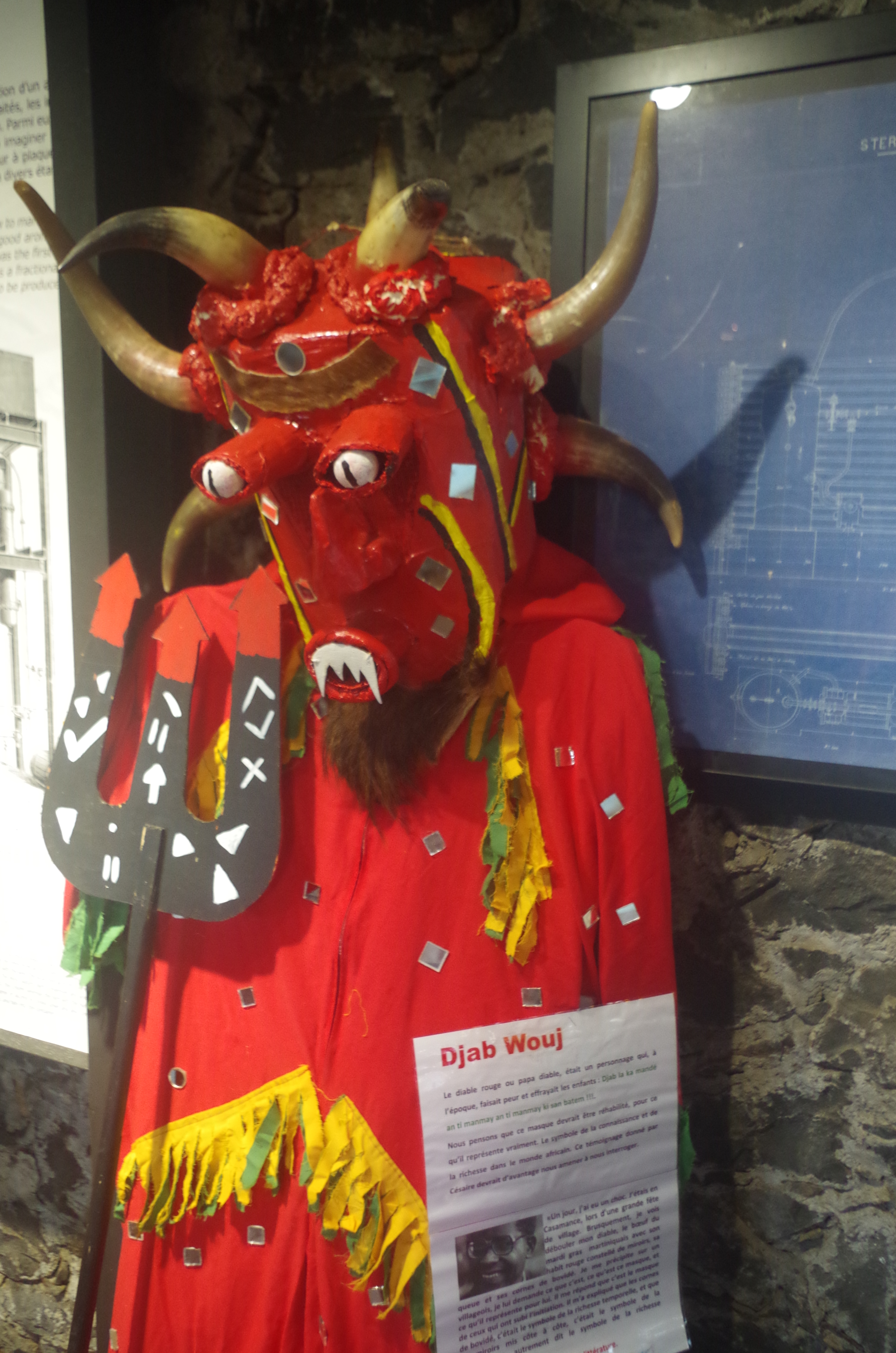
Diable rouge lors d'une exposition consacrée aux personnages du carnaval de Martinique, Musée Saint-James
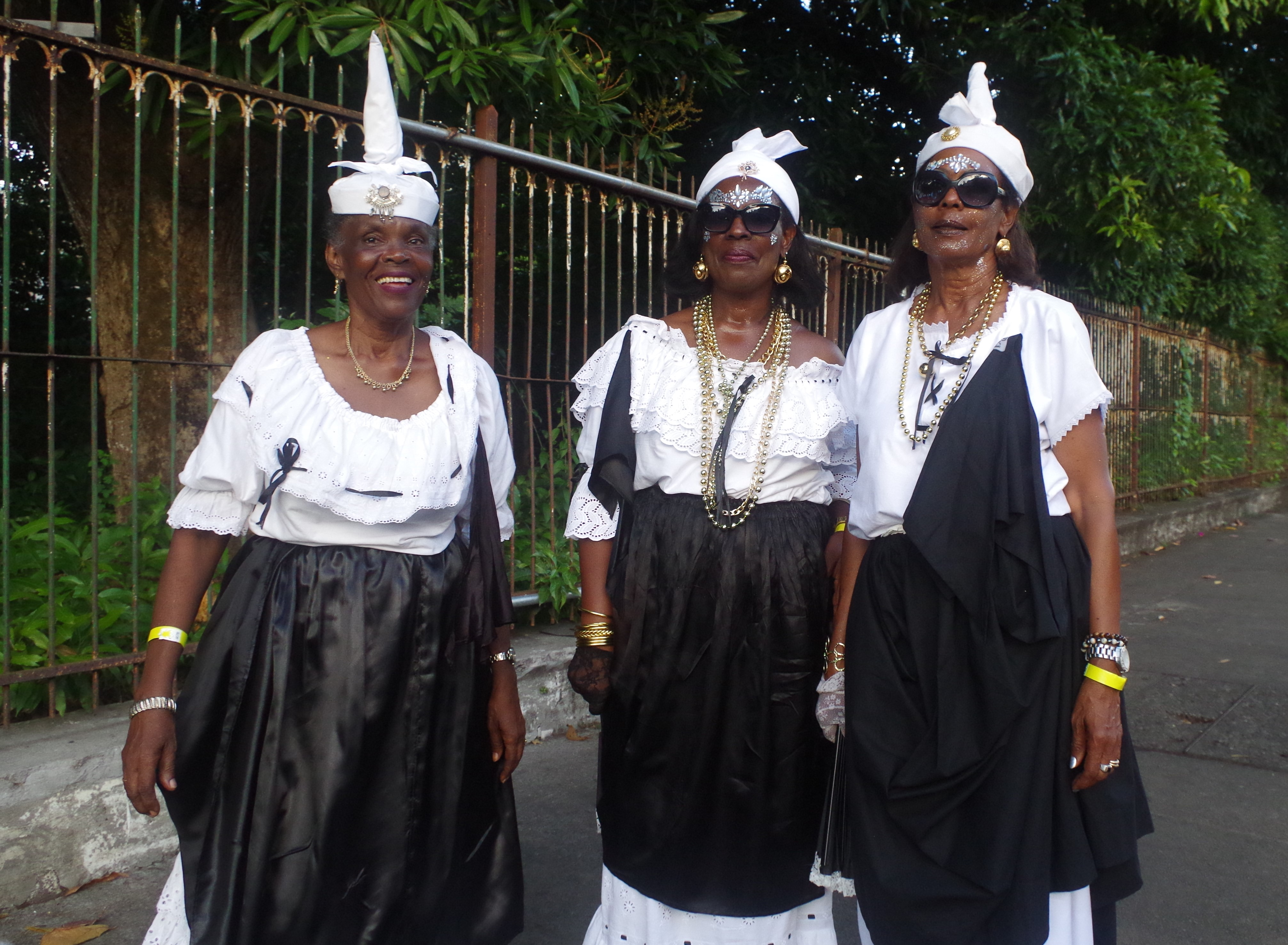
Guiablesses en costume traditionnel
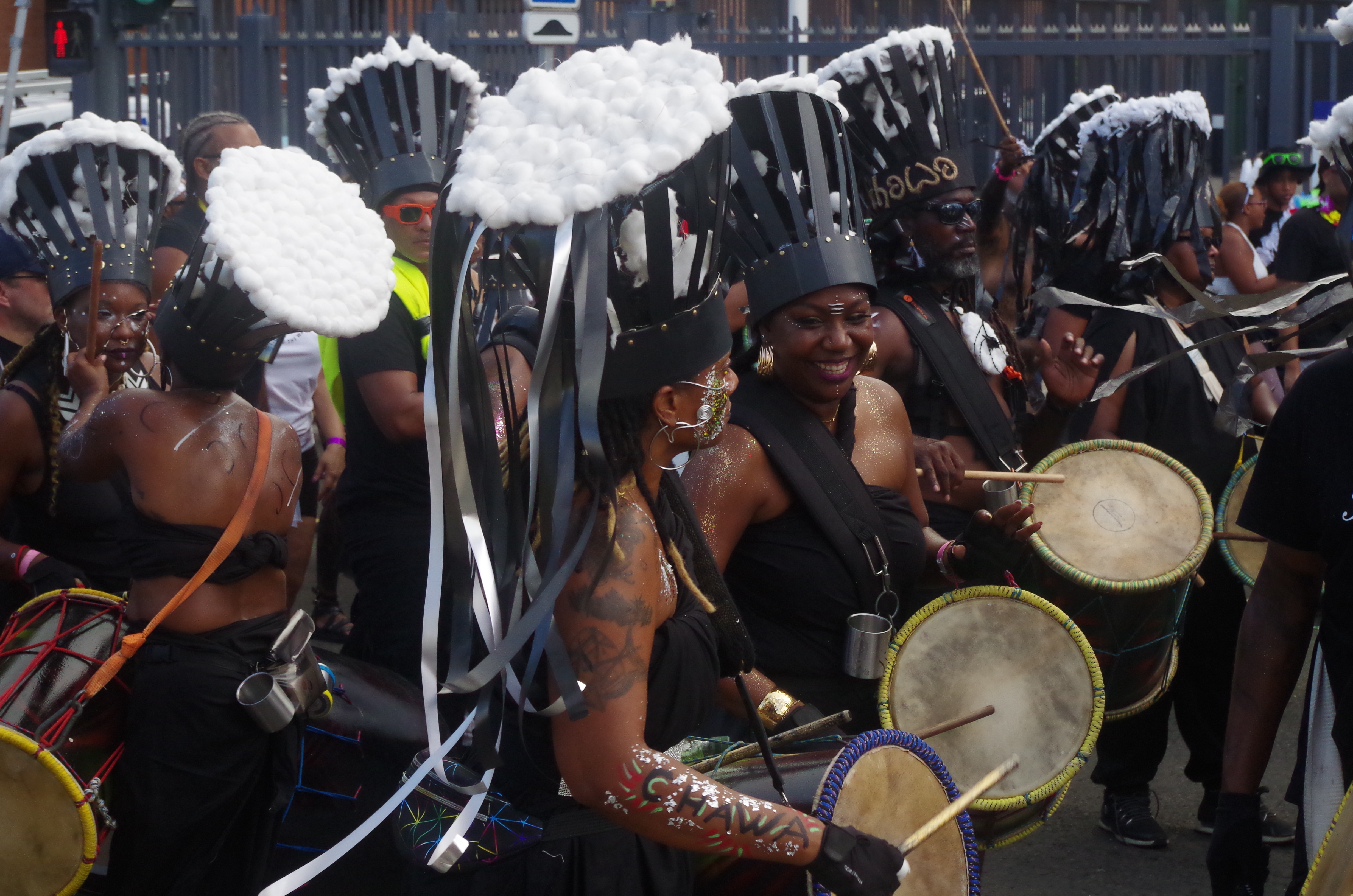
Groupe de musiciens pendant le carnaval
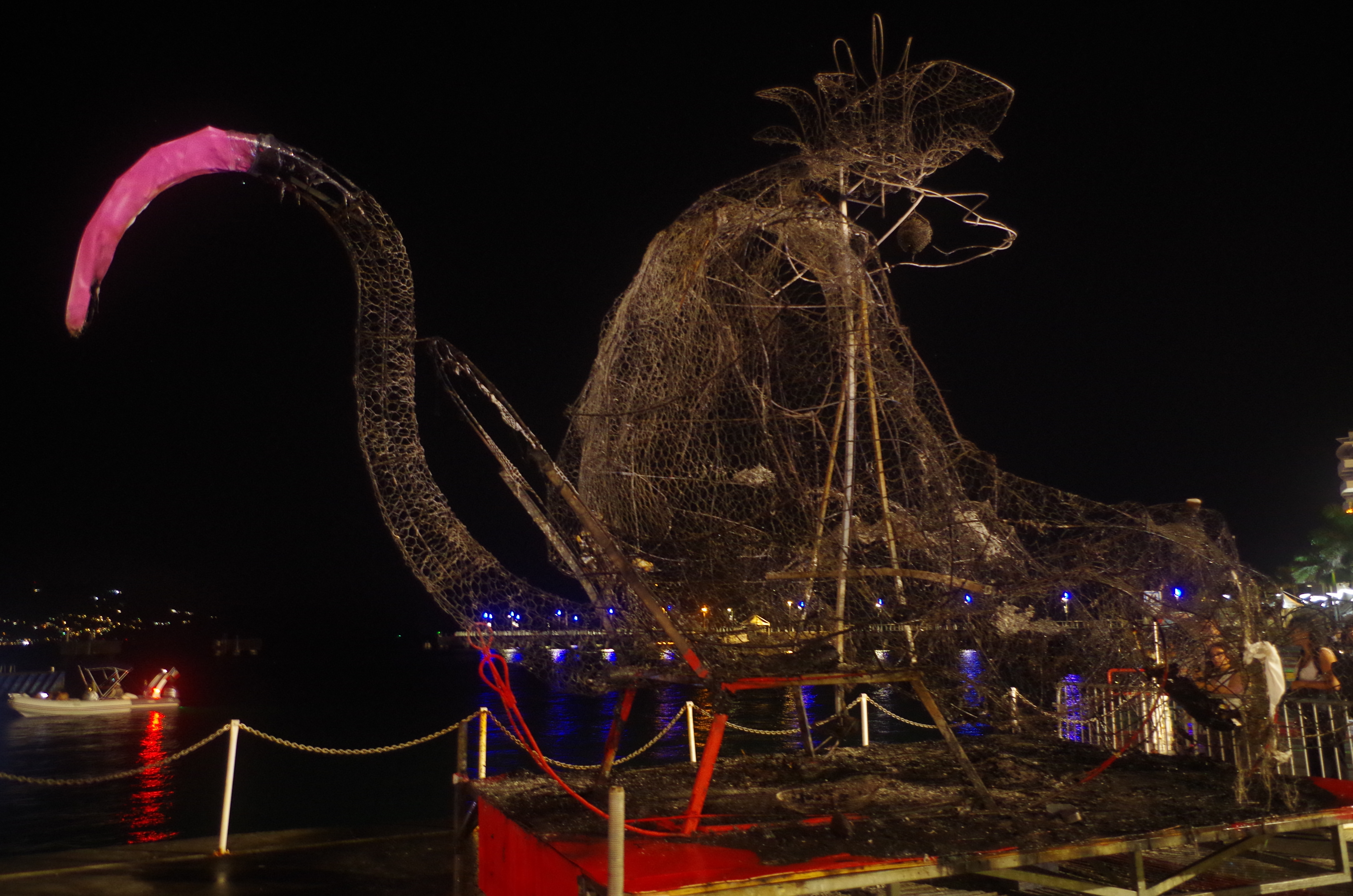
Le roi Vaval de 2025 après son incinération
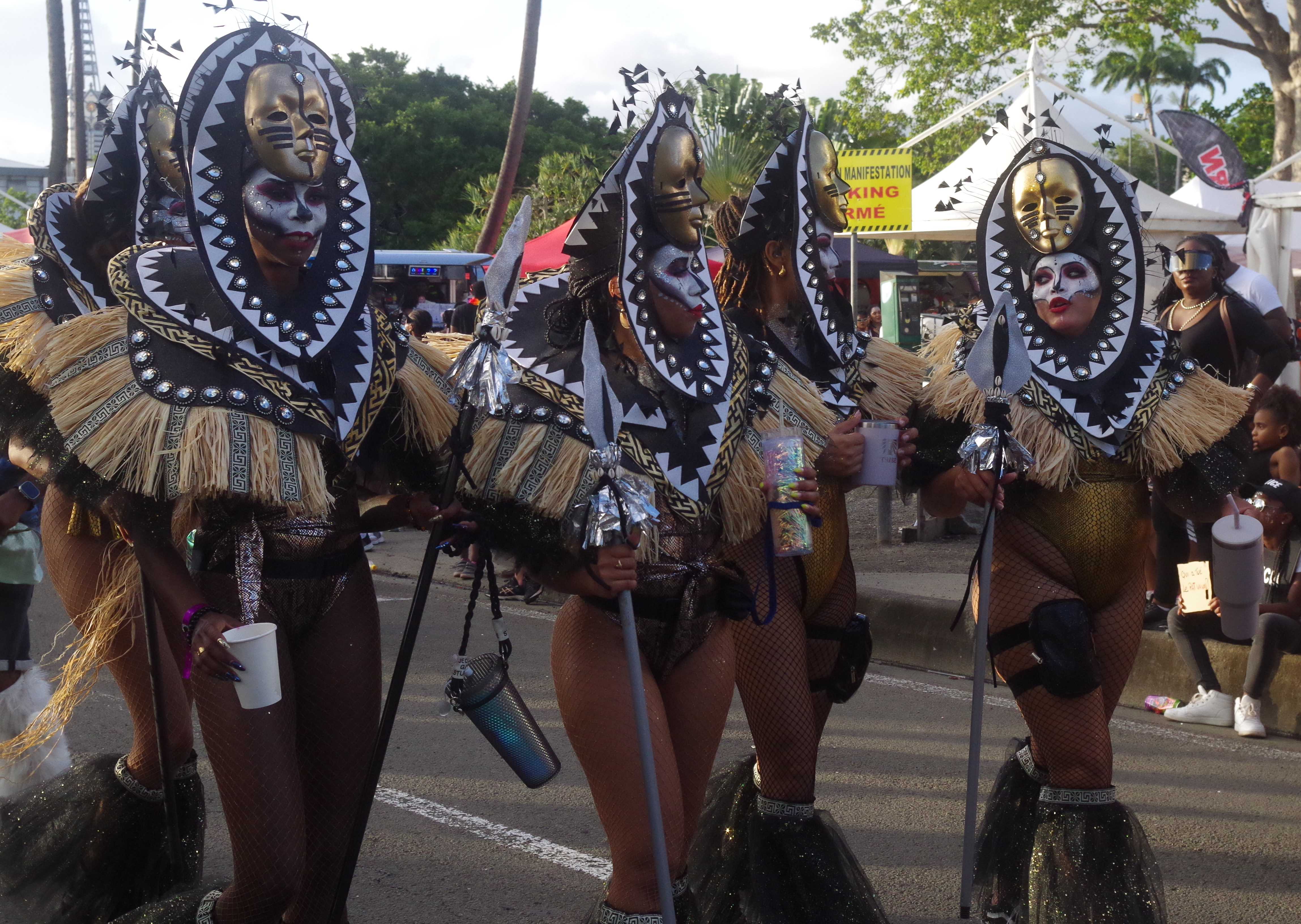
Groupe costumé lors du Mercredi des Cendres